# Agapetes sikkimensis
Agapetes sikkimensis är en ljungväxtart som beskrevs av Airy-shaw. Agapetes sikkimensis ingår i släktet Agapetes och familjen ljungväxter. Inga underarter finns listade i Catalogue of Life.